# Cruciale test

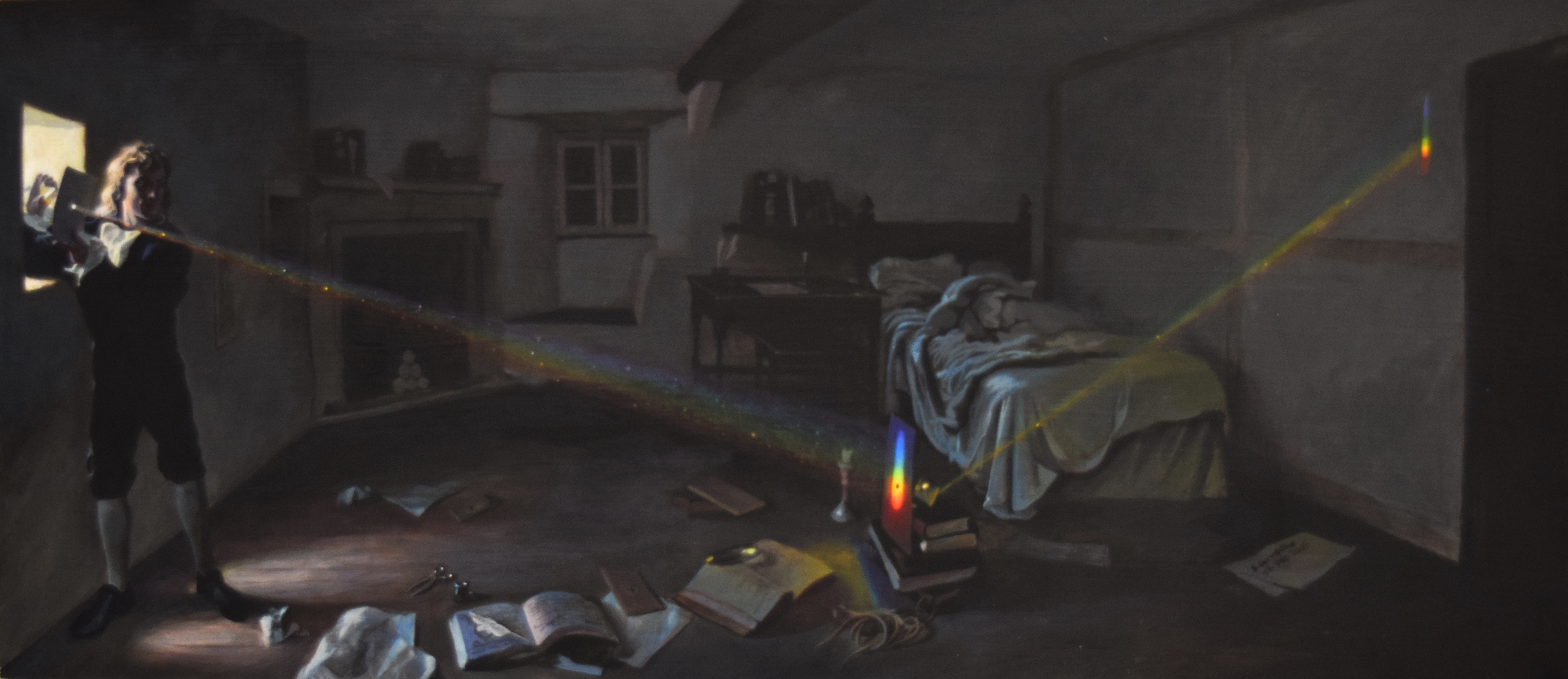
Newton's Experimentum Crucis, Sascha Grusche, 2015.
Isaac Newton bezig met wat hij in Opticks uit 1704 als een cruciale test beschouwde, het experiment waarmee hij met twee prisma's aantoonde dat zonlicht bestaat uit verschillende kleuren.

Een cruciale test of cruciaal experiment (Latijn: experimentum crucis) is een test die beslissend is voor een hypothese of theorie. Als de theorie wordt gefalsificeerd dan is deze weerlegd en kan deze verworpen worden. Indien de test succesvol verlopen is, dan is er volgens Popper geen sprake van verificatie, aangezien het niet uitgesloten kan worden dat er in de toekomst een test wordt uitgevoerd die de theorie weerlegt. Er is wel sprake van corroboratie, de theorie wordt versterkt. In het ideale geval worden alle overige theorieën wel weerlegd door de test, wat de betreffende theorie verder versterkt. Popper pleitte daarmee tegen de inductieve methode van verificatie en voor de deductieve methode van falsificatie.
Kuhn stelde dat de cruciale test niet mogelijk was en dat paradigma's pas verworpen worden als er andere beschikbaar zijn. Ook in tijden van paradigmaverschuivingen zijn cruciale testen niet mogelijk, omdat elk paradigma een eigen conceptueel kader heeft, waarin de test een verschillende waarde heeft, wat Kuhn incommensurabiliteit noemde. Een gemeenschappelijke neutrale taal van waaruit objectieve feiten de doorslag moet geven, is uitgesloten door de Duhem-Quinestelling die stelt dat het niet mogelijk is om een afzonderlijke hypothese te toetsen, omdat het niet duidelijk is welk deel van de hypothese precies op de proef wordt gesteld.
Dit probleem speelde al gedurende de wetenschappelijke revolutie, onder meer naar voren gebracht door Thomas Hobbes. In Dialogus physicus de natura aeris uit 1661 gaf deze vergelijkbare bezwaren als antwoord op Robert Boyle's New Experiments Physico-Mechanical waarin deze betoogde dat experimenten de noodzakelijke basis waren voor een moderne natuurfilosofie. Boyle had experimenten uitgevoerd met een luchtpomp die feiten moesten vaststellen over de eigenschappen van lucht. Volgens Hobbes was de uitkomst van deze experimenten echter vooral afhankelijk van de bouw van het instrument. Dezelfde bezwaren werden geuit tegen het experiment waarmee Isaac Newton in Opticks uit 1704 met twee prisma's aantoonde dat zonlicht bestaat uit verschillende kleuren. Newton had een 'primitieve' straal gemaakt met de eerste prisma, wat bleek doordat de tweede prisma het licht niet verder brak. Wetenschappers die het experiment nadeden en wel verdere breking waarnamen, hadden volgens Newton geen primitieve straal gemaakt, omdat deze immers anders niet verder zou breken. Daarmee werd de vraag of de hypothese werd getoetst, of het instrument.